# 佼彊
佼 彊（こう きょう、生没年不詳）は、中国の新代から後漢時代初期にかけての武将。兗州山陽郡の人。『後漢書』蓋延伝注によると、春秋時代の周の大夫原伯絞の末裔とされる。

## 事跡
| 姓名           | 佼彊                            |
| 時代           | 新代 - 後漢時代                 |
| 生没年         | 〔不詳〕                        |
| 字・別号       | 〔不詳〕                        |
| 本貫・出身地等 | 兗州山陽郡                      |
| 職官           | 〔地方軍頭領〕→横行将軍〔劉永〕 |
| 爵位・号等     | -                               |
| 陣営・所属等   | 〔独立勢力〕→劉永→劉紆→光武帝   |
| 家族・一族     | 〔不詳〕                        |

後漢時代初期に梁王として中国東部に割拠した劉永の部下。当初は西防（山陽郡）に割拠した群雄の一人だったが、劉永により横行将軍に任命され、その配下に加わった。
建武2年（26年）、漢軍の討伐を受けて譙（沛郡）に逃げ込んだ劉永を救援するために、佼彊は同僚の蘇茂・周建と共に駆けつけたが、漢軍の蓋延に敗北し、佼彊は周建と共に劉永を守って湖陵（山陽郡）に逃げ込む。
建武3年（27年）秋に劉永が戦死し、蘇茂と周建が劉永の子の劉紆を垂恵聚（沛郡山桑県）で梁王に擁立すると、佼彊は西防へ引き返してこの地を守備する。建武4年（28年）、垂恵聚が陥落し、劉紆が西防へ逃れてきたため、佼彊はこれを受け入れる。
建武5年（29年）春、漢の驃騎大将軍杜茂・捕虜将軍馬武が西防を包囲し、佼彊も抵抗したが陥落し、劉紆と共に東海郡の董憲を頼って落ち延びた。同年6月、劉紆の命令により、桃城（東平郡任城県）を包囲していた龐萌を佼彊は蘇茂と共に救援したが、漢の大司馬呉漢に敗れる。さらに呉漢の追撃を受けて抗しきれず、ついに佼彊は漢に降伏した。
その後の佼彊の行方は明らかではない。